# Slow TV
La slow TV, slow television ou télévision lente est un type d'émission télévisée caractérisé par sa longue durée, généralement de plusieurs heures, parfois de plusieurs jours, au cours de laquelle est filmé un événement ou une scène dans son intégralité. Contrairement à ce que pourrait laisser penser son nom, la cadence de prise de vues ou la vitesse de diffusion des images n'est pas nécessairement modifiée pour obtenir des images au ralenti.

## Histoire

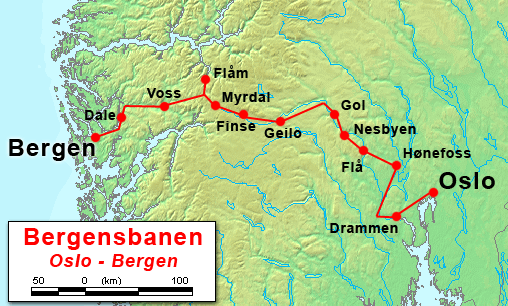
Carte de la ligne de Bergen durant laquelle est réalisée une émission de Slow TV en 2009.

La première œuvre rassemblant ces caractéristiques est le film Sleep d'Andy Warhol en 1964 dans lequel le poète John Giorno est filmé en train de dormir pendant 5 h 20.
Le concept est adapté pour la télévision en 1966 sur la chaîne américaine WPIX mais ce n'est qu'au début du XXIe siècle que ce type de programme prend son essor.
En Belgique, diffusé sur la RTBF depuis 1965, Le jardin extraordinaire, est remis au goût du jour en 2014 par le journaliste Tanguy Dumortier. "Ce magazine nature invite à observer, comprendre et s’émerveiller du monde vivant, à travers une narration posée, sans artifices."
Entre 2004 et 2010, l'université de Berkeley a organiser la captation de 24h de la vie d'une personne (un plan séquence non-stop, sans montage), Global Lives Project, et la mise à disposition d'une bibliothèque de vidéos venues des quatre coins du monde sur un site web dédié.
24H Berlin filmait, le 5 septembre 2008, 23 personnes dans 23 districts de la ville de Berlin, diffusé en montage alterné le 5 septembre 2009 sur la chaîne Arte.
Parmi les émissions les plus notables et celles ayant eu le plus d'audience et d'influence sont trois programmes norvégiens diffusés sur des chaînes du groupe de télévision publique NRK. En 2009, la diffusion pendant 7 h du trajet ferroviaire de la ligne de Bergen inaugure la formule. En 2011, la retransmission en direct du trajet du MS Nordnorge sur la ligne maritime de l'Hurtigruten de Bergen à Kirkenes l'approfondit avec une retransmission de 134 h, soit un peu plus de cinq jours et demi. En 2020, pour célébrer le centenaire du traité du Svalbard, la chaîne propose une retransmission en direct différé d'une croisière de l'Hurtigruten sur le MS Spitsbergen autour de l'archipel, filmée en été 2019 ; l'émission Svalbard minute par minute (no), retransmise en direct et ensuite accessible en replay, dure 13 319 min soit 222 h ou encore 9 jours et 6 heures sans interruption : c'est alors un record mondial de durée pour une émission télévisée[réf. nécessaire].
Sur l'inspiration des programmes de la NRK, la chaîne de télévision publique suédoise SVT diffuse depuis 2019 Den Stora Älgvandringen qui retransmet en direct la migration des élans dans l'ouest de la Suède, pendant trois semaines. Le programme est diffusé sur une chaîne de télévision du groupe SVT, sur la plateforme en ligne de la chaîne et sur Twitch. En 2022, l'émission aurait comptabilisé plus de 20 millions de vues selon les responsables du programme.
Diffusée sur un site web dédié en 2010 par le SAMU social, Dans la peau d'un sans abris, est une émission en boucle de 24h non-stop (synchronisée à l'horloge du navigateur web où que l'on soit). Quatre sans-abris portaient des lunettes-caméra pour filmer leur pérégrinations et leurs rencontres 24h durant.
La première émission de « télévision lente » diffusée à la télévision française est Tokyo Reverse en 2014 sur France 4, d'une durée de 9 h 10.
En 2015, Slow Moscow met en scène deux danseurs, au ralenti, dans la capitale russe ; l'émission dure six heures.